# Notiobiella decora
Notiobiella decora är en insektsart som beskrevs av Douglas E. Kimmins 1929. Notiobiella decora ingår i släktet Notiobiella och familjen florsländor. Inga underarter finns listade i Catalogue of Life.